# Sanctuaire marin national des Channel Islands
Le sanctuaire marin national des Channel Islands (en anglais : Channel Islands National Marine Sanctuary) est un sanctuaire marin national (en) au large de la côte du sud de la Californie, dans l'océan Pacifique.
Créé le 5 mai 1980, ce sanctuaire d'une superficie de 3 800 km2 se situe dans le canal de Santa Barbara. Il englobe les eaux qui entourent cinq des huit Channel Islands de Californie : Anacapa, Santa Cruz, Santa Rosa, San Miguel et Santa Barbara.
Le sanctuaire abrite un écosystème riche et diversifié d'espèces marines et plus de 150 épaves historiques, comme celle du SS Winfield Scott, échoué sur Anacapa

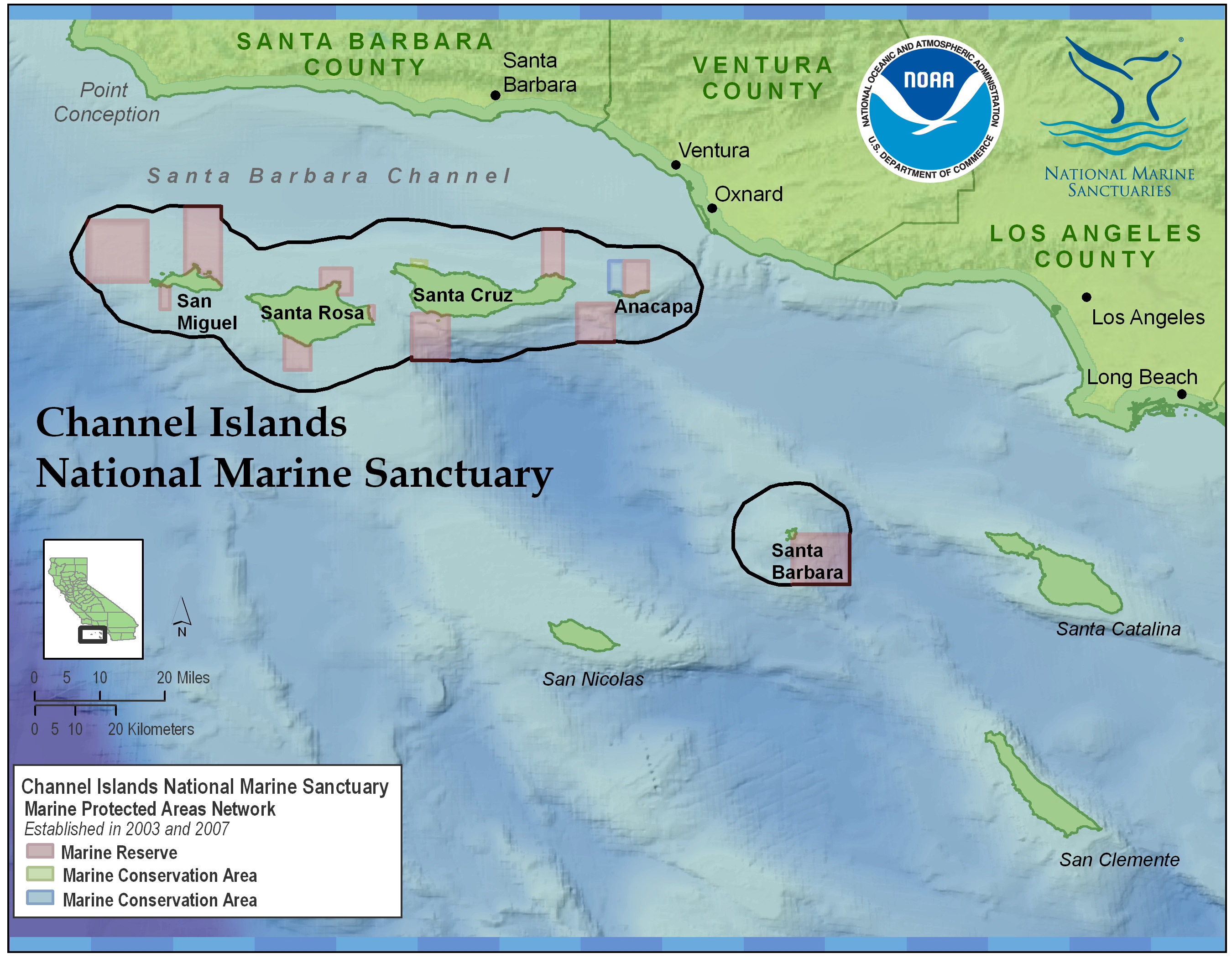
Carte du sanctuaire marin national des Channel Islands.